# Budislav (Svitavyi járás)
Budislav település Csehországban, a Svitavyi járásban. Budislav Jarošov, Lubná, Proseč, Poříčí u Litomyšle és Chotěnov településekkel határos. Lakosainak száma 508 fő (2024. január 1.).

## Népesség
A település lakosságának változását az alábbi diagram mutatja:
| Lakosok száma | 1423 | 1085 | 1041 | 702  | 501  | 449  | 444  | 449  | 446  | 508  |
|               | 1869 | 1900 | 1921 | 1961 | 1980 | 2011 | 2016 | 2019 | 2021 | 2024 |